# Catherine-Charlotte de Gramont
Catherine Charlotte de Gramont (1639 – Parigi, 4 giugno 1678) è stata principessa consorte di Monaco dal 1662 al 1678, come moglie di Luigi I, nonché una delle amanti di Luigi XIV di Francia.

## Biografia

### Infanzia

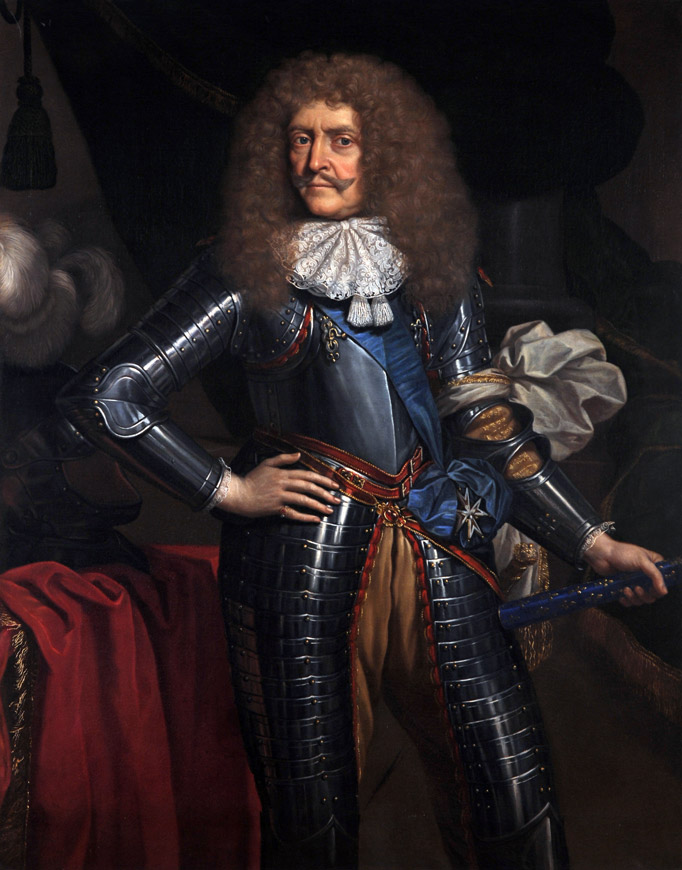
Antoine III, duca di Gramont

Ella era la figlia maggiore del Maresciallo di Francia Antoine III de Gramont e di sua moglie, Françoise Marguerite du Plessis, nipote del Cardinale Richelieu. Il fratello maggiore di Catherine-Charlotte fu Armand de Gramont, il celebre Comte de Guiche, conosciuto per il proprio bell'aspetto e la propria singolare arroganza, che divenne successivamente l'amante segreto del duca Filippo I d'Orleans e di Enrichetta Anna Stuart, sua moglie.

### Matrimonio

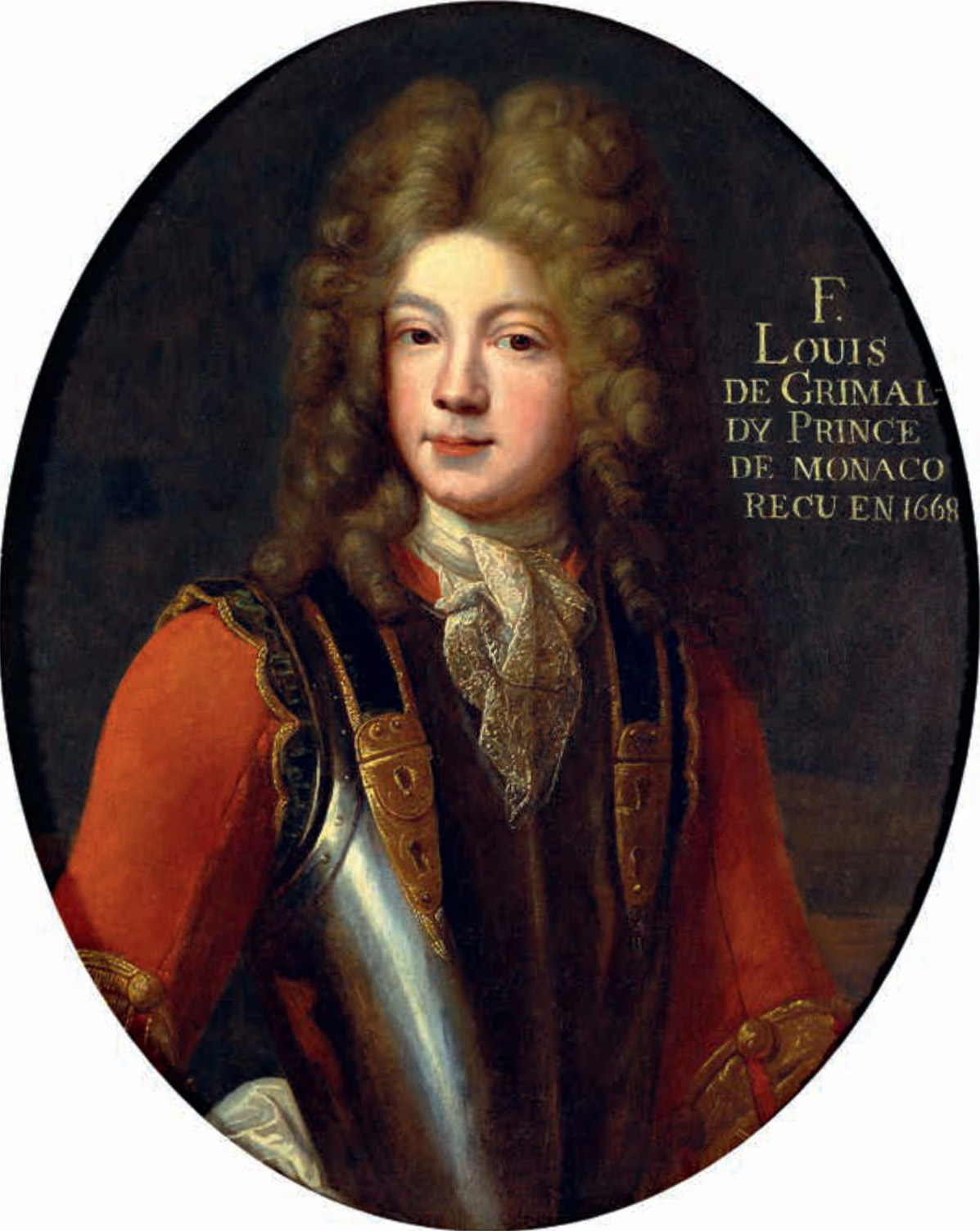
Un ritratto di Luigi Grimaldi

Nel 1660, Caterina sposò Luigi Grimaldi, II duca del Valentinois ed erede al trono del Principato di Monaco, che viene descritto come il più glorioso ed il più avaro dei principi di origine italiana, dal quale ebbe sei figli.

### Vita a corte

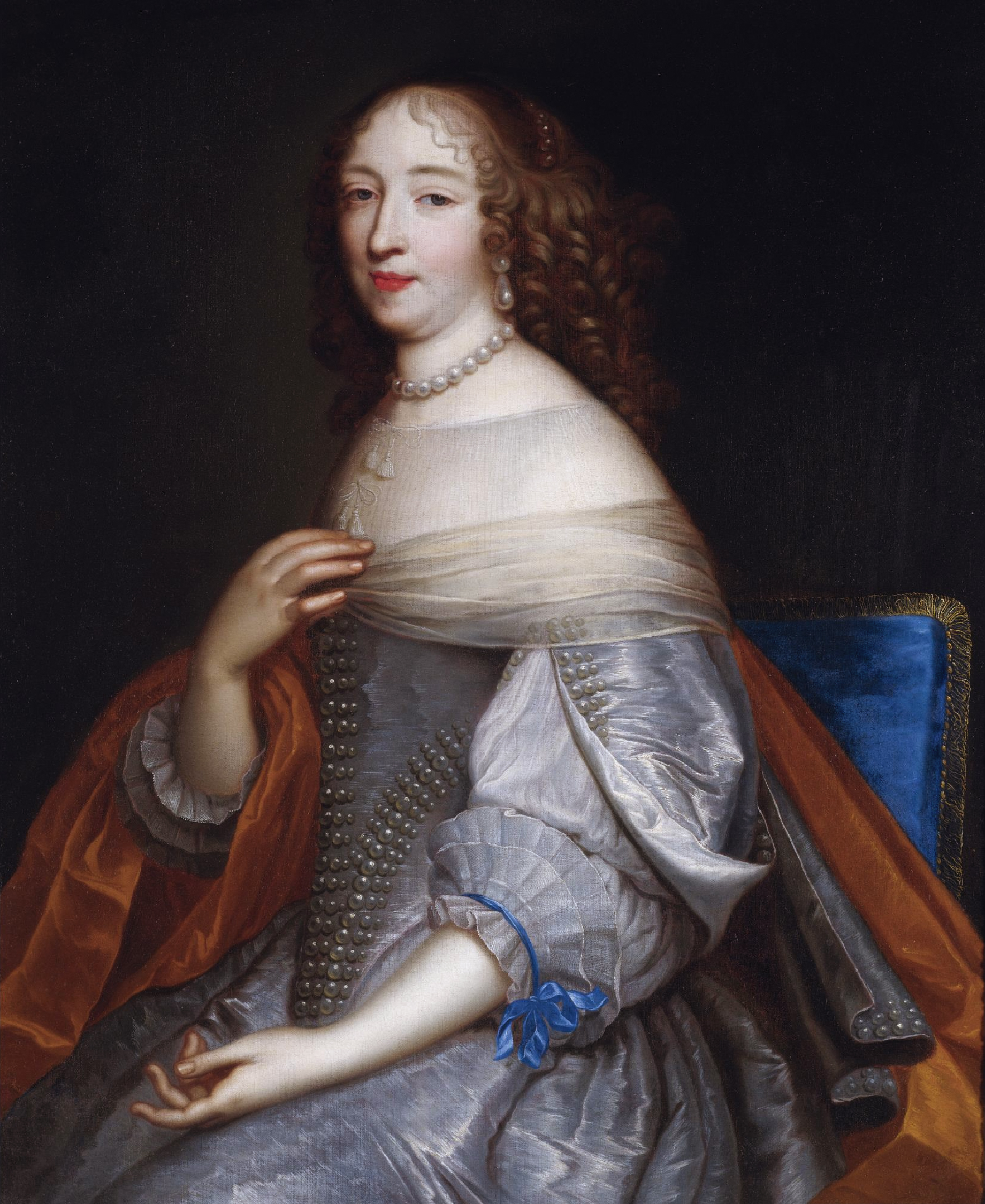
Ritratto della principessa Chaterine-Charlotte de Gramont
Jean Nocret, Reggia di Versailles (XVII secolo)

Il Principe e la Principessa di Monaco trascorsero molto più tempo a Parigi che a Monaco. Essi erano infatti ben introdotti nella corte reale di Luigi XIV di Francia, dove Catherine-Charlotte aveva ottenuto la posizione di dama di compagnia di Enrichetta Anna Stuart, cognata ed amante di Luigi XIV. Sua zia, Suzanne Charlotte de Gramont, Marchesa di Saint Chaumont, era anch'essa membro dell'entourage di Enrichetta ed era la governante delle sue due figlie, Maria Luisa e Anna Maria.
La naturale bellezza di Catherine-Charlotte, ad ogni modo, non passò inosservata. Ella era infatti rinomata per queste sue caratteristiche ed attraeva a sé molti amanti, incluso lo stesso Re di Francia, il Marchese di Villeroi, e "il piccolo Lauzun". Madame de Sévigné la descrive come "accondiscendente nel piacere" ed era per questo soprannominata Caterina il Torrente.

### Amante di Luigi XIV

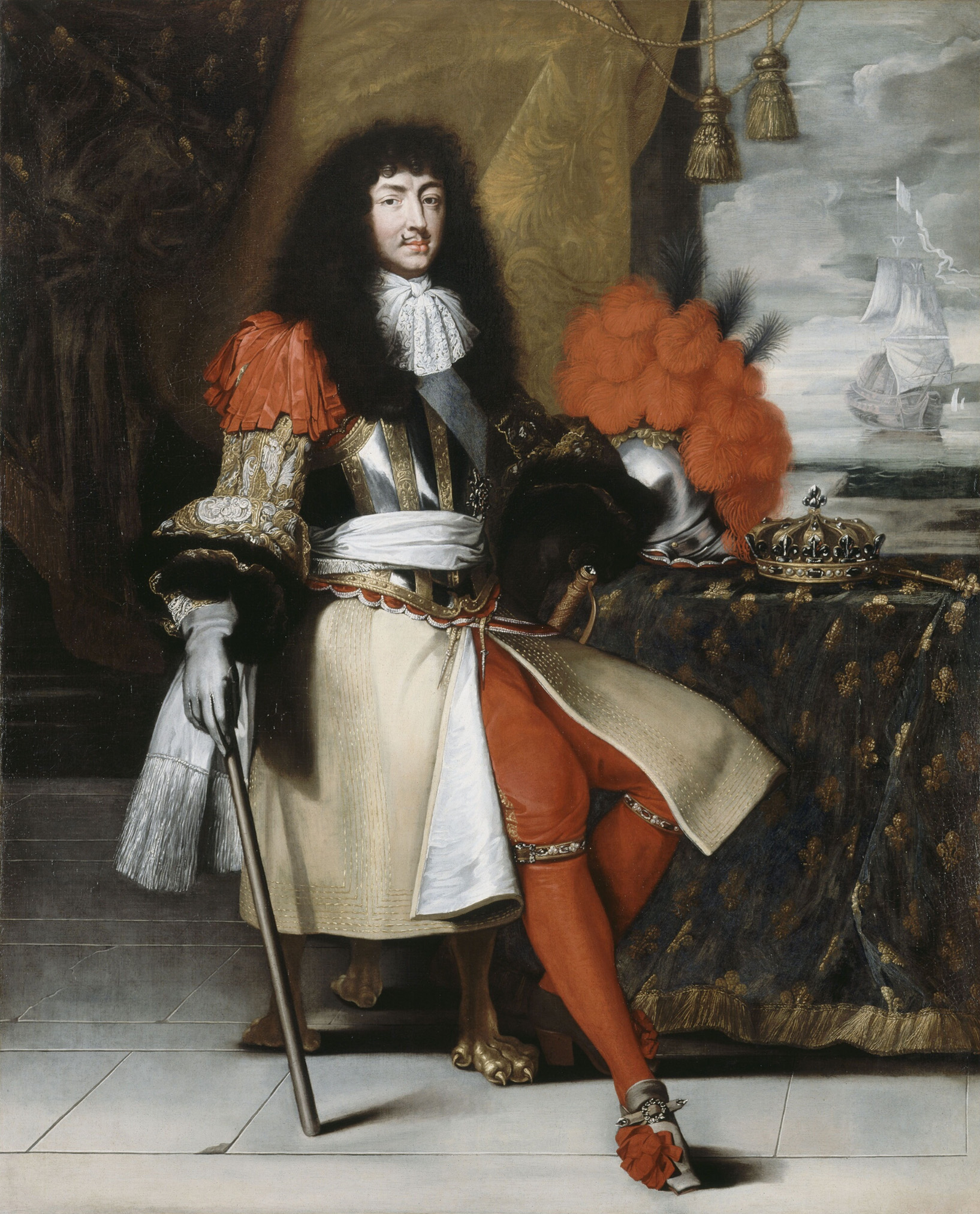
Luigi XIV di Francia in ritratto del 1673

Il Re Sole, che aveva ormai perso interesse nella propria ultima amante, Louise de la Vallière, iniziò una relazione con Catherine-Charlotte che durò solo pochi mesi. In realtà questo era parte di un complotto ordito da Enrichetta Anna Stuart per distrarre il Re dalla Vallière e riportarlo a sé. In effetti, Luigi XIV lasciò Catherine-Charlotte dopo alcune settimane, ma non tornò da Enrichetta, ripiegando invece su Madame de Montespan. I pettegolezzi di corte, durante questa breve relazione, narrarono anche di rapporti intimi intercorsi tra Caterina ed Enrichetta.
Luigi I di Monaco, marito di Catherine-Charlotte, in un primo momento tollerò questa situazione che pure era penosa, ma lo fece certamente per motivi politici. Infine però, quando tutti i pettegolezzi divennero insostenibili, abbracciò la carriera delle armi pur di fuggire dalle insidie della corte francese.

### Morte

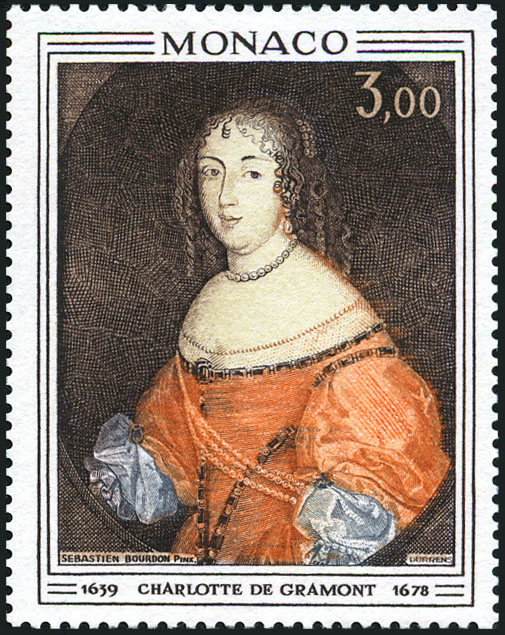
La principessa Catherine in un francobollo

Catherine de Gramont morì a Parigi il 4 giugno 1678, all'età di soli 39 anni.

## Discendenza
Catherine-Charlotte de Gramont e Luigi I di Monaco ebbero due figli e cinque figlie:
- Antonio (1661-1731);
- Maria Teresa Carlotta (1662-1738);
- Giovanna Maria (1662-1741), gemella della precedente;
- Teresa Maria Aurelia (Monaco, 20 maggio 1663 - 15 febbraio 1675), detta Mademoiselle des Baux;
- Anna Ippolita (1667-1700);
- Francesco Onorato (1669-1748);
- Amelia.

## Titoli e trattamento
- 1639 – 30 marzo 1660: Mademoiselle de Gramont
- 30 marzo 1660 – 10 gennaio 1662: Sua Altezza Serenissima, la Principessa Ereditaria di Monaco
- 10 gennaio 1662 – 4 giugno 1678: Sua Altezza Serenissima, la Principessa di Monaco

## Ascendenza
|                                         |                                        |                                        | Genitori                                             |  |  | Nonni |  |  | Bisnonni                              |  |  | Trisnonni                           |  |
|                                         |                                        |                                        |                                                      |  |  |       |  |  | Philibert de Gramont, Conte di Guiche |  |  | Antoine de Gramont, Conte di Guiche |  |
|                                         |                                        |                                        |                                                      |  |  |       |  |  | Philibert de Gramont, Conte di Guiche |  |  | Antoine de Gramont, Conte di Guiche |  |
|                                         |                                        | Hélène de Clermont                     |                                                      |  |  |       |  |  | Philibert de Gramont, Conte di Guiche |  |  |                                     |  |
| Antoine II de Gramont, Duca di Gramont  |                                        |                                        |                                                      |  |  |       |  |  | Philibert de Gramont, Conte di Guiche |  |  |                                     |  |
|                                         |                                        | Diane d'Andoins                        | Paul d'Andoins, Barone di Andoins, Conte di Louvigny |  |  |       |  |  |                                       |  |  |                                     |  |
|                                         |                                        | Diane d'Andoins                        | Paul d'Andoins, Barone di Andoins, Conte di Louvigny |  |  |       |  |  |                                       |  |  |                                     |  |
|                                         |                                        | Diane d'Andoins                        | Anne Marguerite de Cauna                             |  |  |       |  |  |                                       |  |  |                                     |  |
| Antoine III de Gramont, Duca di Gramont |                                        | Diane d'Andoins                        |                                                      |  |  |       |  |  |                                       |  |  |                                     |  |
|                                         |                                        | Antoine de Roquelaure                  | Géraud de Roquelaure, Signore di Roquelaure          |  |  |       |  |  |                                       |  |  |                                     |  |
|                                         |                                        | Antoine de Roquelaure                  | Géraud de Roquelaure, Signore di Roquelaure          |  |  |       |  |  |                                       |  |  |                                     |  |
|                                         |                                        | Antoine de Roquelaure                  | Catherine de Bezolles                                |  |  |       |  |  |                                       |  |  |                                     |  |
| Louise de Roquelaure                    |                                        | Antoine de Roquelaure                  |                                                      |  |  |       |  |  |                                       |  |  |                                     |  |
|                                         |                                        | Catherine d'Ornesan                    | Jacques Claude d'Ornesan, Signore di Auradé          |  |  |       |  |  |                                       |  |  |                                     |  |
|                                         |                                        | Catherine d'Ornesan                    | Jacques Claude d'Ornesan, Signore di Auradé          |  |  |       |  |  |                                       |  |  |                                     |  |
|                                         |                                        | Catherine d'Ornesan                    | Brunette de Cornil, Dama di Moulin d'Armac           |  |  |       |  |  |                                       |  |  |                                     |  |
| Catherine Charlotte de Gramont          |                                        | Catherine d'Ornesan                    |                                                      |  |  |       |  |  |                                       |  |  |                                     |  |
|                                         | François de Chivré, Signore di Plessis | Jacques de Chivré, Signore di Plessis  |                                                      |  |  |       |  |  |                                       |  |  |                                     |  |
|                                         | François de Chivré, Signore di Plessis | Jacques de Chivré, Signore di Plessis  |                                                      |  |  |       |  |  |                                       |  |  |                                     |  |
|                                         | François de Chivré, Signore di Plessis | Jeanne Le Hesnault, Dama di Bouillé    |                                                      |  |  |       |  |  |                                       |  |  |                                     |  |
| Hector de Chivré, Signore di Plessis    | François de Chivré, Signore di Plessis |                                        |                                                      |  |  |       |  |  |                                       |  |  |                                     |  |
|                                         |                                        | Léonore de la Porte                    | François de la Porte, Signore di Boissier            |  |  |       |  |  |                                       |  |  |                                     |  |
|                                         |                                        | Léonore de la Porte                    | François de la Porte, Signore di Boissier            |  |  |       |  |  |                                       |  |  |                                     |  |
|                                         |                                        | Léonore de la Porte                    | Madeleine Charles                                    |  |  |       |  |  |                                       |  |  |                                     |  |
| Françoise Marguerite du Plessis         |                                        | Léonore de la Porte                    |                                                      |  |  |       |  |  |                                       |  |  |                                     |  |
|                                         |                                        | Nicolas de Connan, Signore di Rabastan | François de Connan, Signore di Coulon e Rabastan     |  |  |       |  |  |                                       |  |  |                                     |  |
|                                         |                                        | Nicolas de Connan, Signore di Rabastan | François de Connan, Signore di Coulon e Rabastan     |  |  |       |  |  |                                       |  |  |                                     |  |
|                                         |                                        | Nicolas de Connan, Signore di Rabastan | Jeanne Hennequin du Perray                           |  |  |       |  |  |                                       |  |  |                                     |  |
| Marie de Connan                         |                                        | Nicolas de Connan, Signore di Rabastan |                                                      |  |  |       |  |  |                                       |  |  |                                     |  |
|                                         |                                        | Anne d'O                               | Charles d'O, Signore di Vérigny                      |  |  |       |  |  |                                       |  |  |                                     |  |
|                                         |                                        | Anne d'O                               | Charles d'O, Signore di Vérigny                      |  |  |       |  |  |                                       |  |  |                                     |  |
|                                         |                                        | Anne d'O                               | Jacqueline Girard                                    |  |  |       |  |  |                                       |  |  |                                     |  |
|                                         |                                        | Anne d'O                               |                                                      |  |  |       |  |  |                                       |  |  |                                     |  |